# Paul McKenna
Paul Stephen McKenna (né le 20 octobre 1977 à Chorley) est un ancien footballeur anglais. 

## Carrière en club
Formé dès l'âge de 15 ans au Preston North End FC, il s'établit dans l'équipe première dès la signature d'un contrat professionnel en 1997. Avec ses 470 matchs, dont 417 en championnat, il est le 9e joueur de Preston North End le plus cappé. En avril 2005, il est élu meilleur joueur de son championnat.
Le 20 juillet 2009, il signe à Nottingham Forest pour 750 000 £, le même jour que Chris Gunter. Le contrat court jusqu'à juin 2012, mais, avant l'expiration de celui-ci, part pour Hull City librement en juillet 2011.